# Junkers Jumo 211

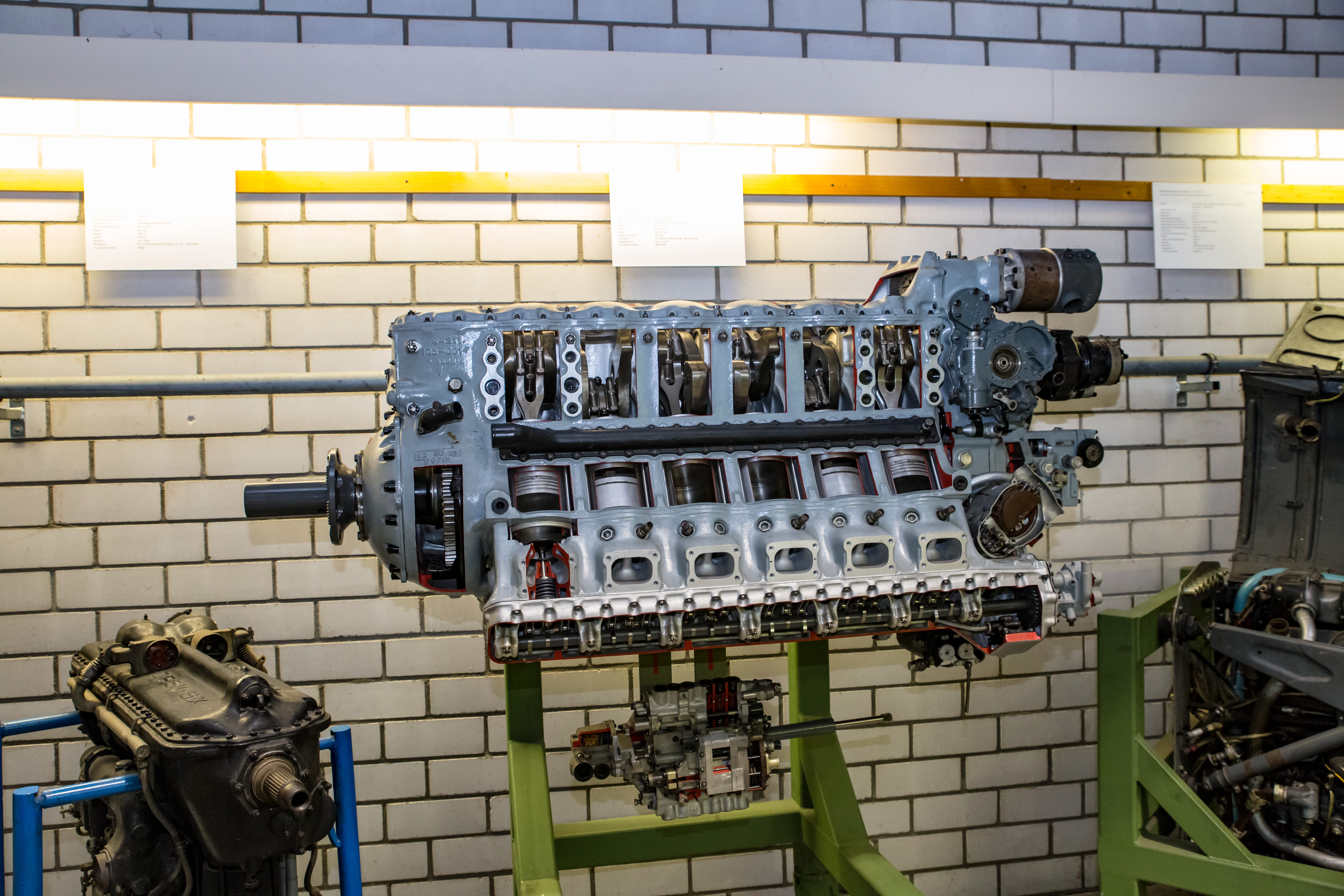
Schnittmodell Junkers Jumo 211 in der WTS-Koblenz

Der Junkers Jumo 211 war ein flüssigkeitsgekühlter Zwölfzylinder-Flugmotor mit Benzindirekteinspritzung der Junkers Flugzeug- und Motorenwerke. Mit einem Hubraum von 35 Litern hatte er eine Startleistung von bis zu 1500 PS.
Von 1937 bis 1944 wurden insgesamt 68.248 Motoren aller Versionen hergestellt und in den wichtigsten Kampfflugzeugen der deutschen Luftwaffe wie Junkers Ju 87, Junkers Ju 88 und Heinkel He 111 verwendet. Der Jumo 211 ist damit der meistgebaute deutsche Flugmotor des Zweiten Weltkriegs.

## Geschichte
Der Jumo 211 war eine maßstäbliche Vergrößerung von Motorblock und Kolbenkinematik des Junkers Jumo 210 und wie dieser ein V-Motor mit „hängenden“ Zylindern (Kurbelwelle oben). Mit ihm sollte das vom Reichsluftfahrtministerium (RLM) vorgegebene Ziel erreicht werden, einen Flugmotor mit 1000 PS bei 500 kg Masse zu schaffen. Die Vergrößerung erfolgte mit Hilfe eines Storchenschnabels aus der Konstruktionszeichnung des Jumo 210. Aufgrund der vorgenommenen Vergrößerung nannte man den Jumo 211 bei Junkers auch 3/3-Maschine im Vergleich zum Jumo 210, der 2/3-Maschine.
Der erste Versuchsmotor von 1935 hatte noch einen Vergaser und leistete 880 PS. Die Umkonstruktion auf die bei Junkers von August Lichte (1902–1978) entwickelte Benzindirekteinspritzung erfolgte erst ab Ende 1936. Standläufe, Flugerprobung und Musterprüfung des Motors wurden erst im Spätsommer 1937 abgeschlossen. Er wurde in zahlreichen Varianten vom Spätsommer 1937 bis zum Produktionsstopp im August 1944 gebaut. Zu diesem Zeitpunkt trat der inzwischen in größeren Stückzahlen verfügbare und leistungsfähigere Nachfolgetyp Jumo 213 an seine Stelle. Der Jumo 211 wurde in den Junkers-Werken Magdeburg, Köthen, den Junkers-Tochterfirmen Muldenwerke AG (Muldenstein) und Flugmotorenwerke Ostmark (Wiener Neudorf) sowie als Lizenzbau bei den zur Auto Union AG gehörenden Mitteldeutschen Motorenwerken in Taucha und der Pommersche Motorenbau GmbH in Arnimswalde (heute Załom), einer Tochterfirma der Stettiner Stoewer-Werke, produziert.
Nach dem Kriegsende wurden Restbestände der nach Spanien gelieferten Jumo 211 noch in der CASA 2.111, einer Lizenzversion der Heinkel He 111, verwendet. In den tschechoslowakischen Avia S-199 wurden anstelle des DB 605 die in der Tschechoslowakei noch vorhandenen Jumo 211 eingebaut.
Zu den noch vorhandenen Motoren gehören zwei Exemplare, die von einer Heinkel He 111 H-6 stammen. Das Flugzeug war am 15. Mai 1940 am schwedischen See Sitasjaure notgelandet. Die Motoren werden zurzeit (2021) in Falkenberg (Schweden) restauriert.

## Varianten

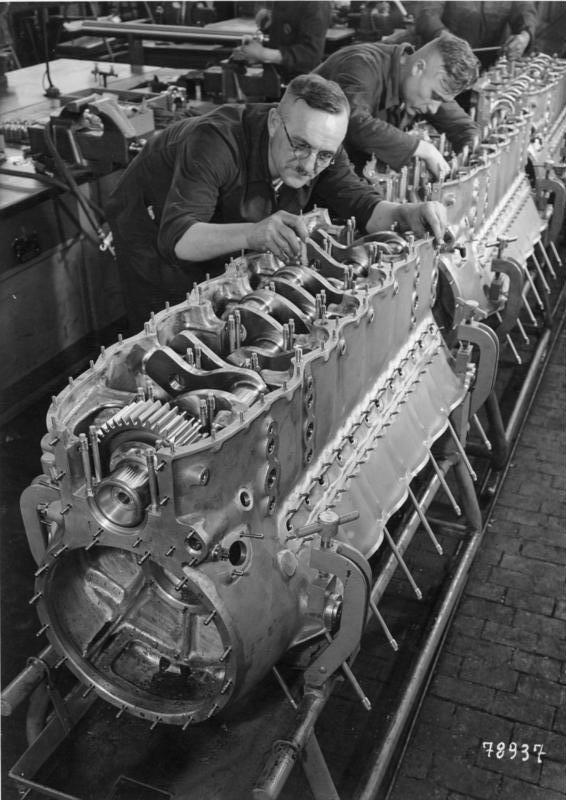
Jumo-211-Produktion (1939)

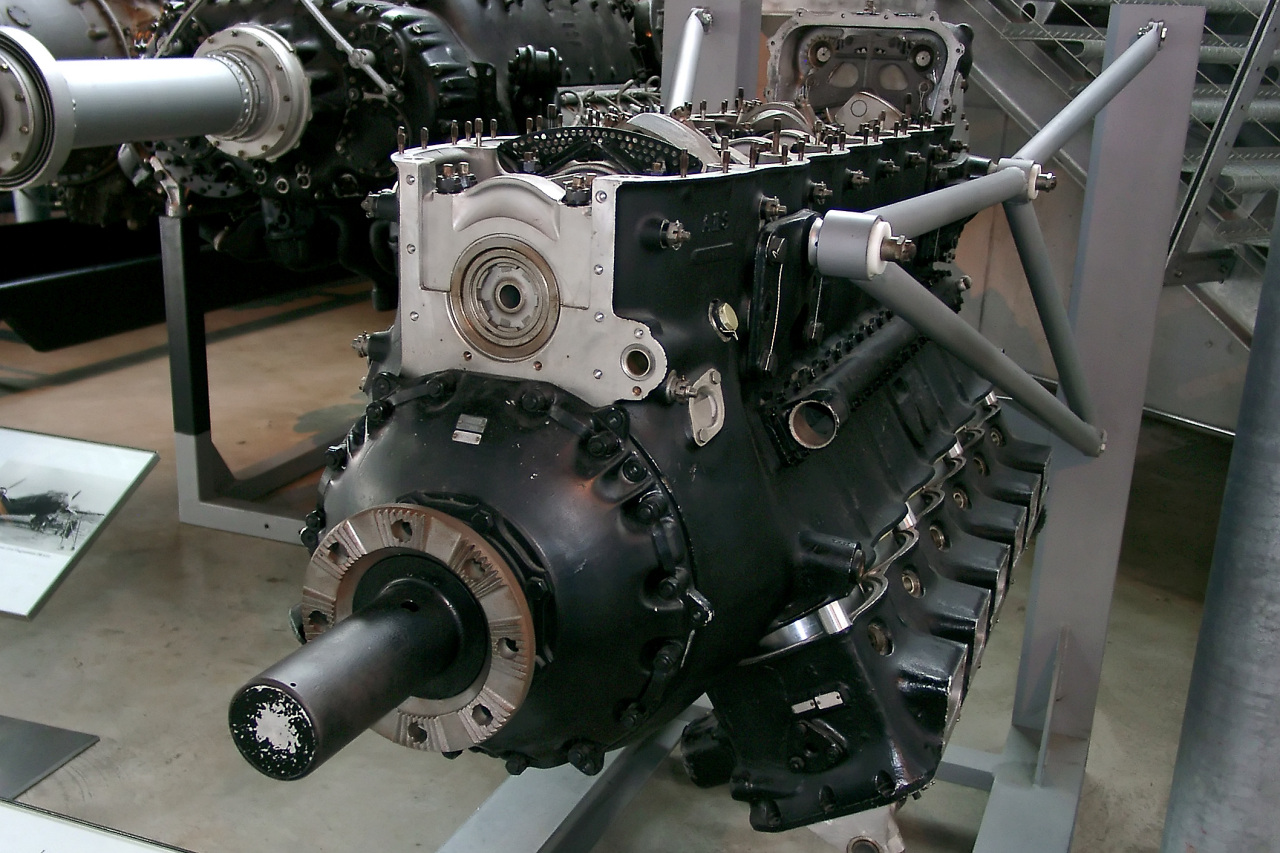
Junkers Jumo 211F

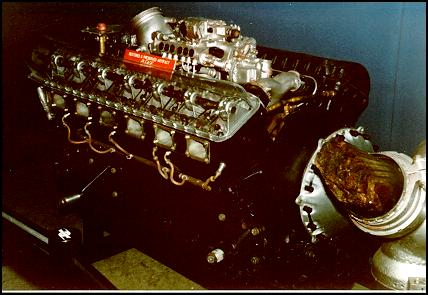
Junkers Jumo 211D

- Jumo 211 A

Erste Serienausführung von 1937 mit 1000 PS Startleistung bei 2200 min−1 und Zweiganglader, 0,615 kg/PS.
- Jumo 211 B

Automatisch schaltender Zweiganglader, Nennhöhe 5000 m. Startleistung 1200 PS bei 2400 min−1, 0,55 kg/PS.
- Jumo 211 D

Wie Jumo 211 B, jedoch mit einer anderen Luftschraubenuntersetzung. Startleistung 1200 PS bei 2400 min−1
- Jumo 211 G, H

Wie Jumo 211 B, D aber mit strukturellen Verstärkungen im Motorblock. Startleistung 1200 PS bei 2400 min−1
- Jumo 211 F

Wie Jumo 211 G aber mit verbessertem Lader, Druckwasserkühlung, höherer Drehzahl; Nennhöhe 5300 m. Startleistung 1340 PS bei 2600 min−1, 0,54 kg/PS.
- Jumo 211 J

Ein Jumo 211 F mit Ladeluftkühler, Nennhöhe 4900 m. Startleistung 1420 PS bei 2600 min−1, 0,51 kg/PS.
- Jumo 211 N

Ein Jumo 211 F mit gesteigerter Drehzahl und Ladedruck. Startleistung 1450 PS bei 2700 min−1.
- Jumo 211 P

Ein Jumo 211 N mit Ladeluftkühlung. Startleistung 1500 PS bei 2700 min−1.
- Jumo 211 Q

Versuchsvariante des 211 F mit Abgasturbolader für verbesserte Höhenleistung.

## Technische Daten Jumo 211 F
- Zwölfzylinder-V-Motor mit hängenden Zylindern (Kurbelwelle oben; auch „A-Motor“ genannt)
- Ventilsteuerung: je Zylinderbank eine obenliegende Nockenwelle (OHC), drei Ventile pro Zylinder (zwei Einlass-/ein Auslassventil).
- Bohrung: 150 mm
- Hub: 165 mm
- Hubraum: 35 Liter
- Verdichtungsverhältnis: 6,5:1
- Mechanischer Lader
- Startleistung: 1340 PS (985 kW) bei 2600 min−1
- Literleistung: 38,3 PS/l (28,2 kW/l)
- Volldruckhöhe: 5300 m
- Kühlung: Flüssigkeit (Glykol/Wasser-Gemisch als Kühlmittel)
- Schmierung: Trockensumpfschmierung mit einer Druck- und zwei Saugpumpen (je Zylinderkopf eine)
- Trockenmasse: 720 kg
- Gewichtsbezogene Leistung: 1,86 PS/kg (1,37 kW/kg)